# Richard Christmann
Pour les articles homonymes, voir Christmann.
Richard Christmann (1905-1989) est un agent de renseignement allemand. Ancien légionnaire, il travailla ensuite pour les services secrets du Troisième Reich, avant d’œuvrer pour les services de renseignements de l'Allemagne fédérale.

## Biographie

### Une enfance sans histoire
Fils de Richard Henry Christmann, un ingénieur allemand, et d'Anne-Marie Tobien, d'origine lorraine, Richard Christmann naît le 13 novembre 1905, à Montigny-lès-Metz, en périphérie de Metz, une ville de garnison animée d'Alsace-Lorraine. Avec sa ceinture fortifiée, Metz est alors la première place forte du Reich allemand, constituant une véritable pépinière de militaires d'exception. Son père sert comme officier dans la Deutsches Heer, l'armée impériale allemande, durant la Première Guerre mondiale. La Moselle étant redevenue française après le Traité de Versailles en 1919, Christmann s'appuiera plus tard sur son lieu de naissance pour masquer sa véritable identité. Il reste en Moselle chez ses grands-parents.

### Légion étrangère
Après son baccalauréat, Christmann doit effectuer son service militaire en France, ce qu'il refuse par conviction politique. En 1926, il est arrêté par la police française, alors qu'il se rend à Sarrebruck, et envoyé au fort Zastrow à Borny, pour insoumission. Devant choisir entre la prison et la Légion étrangère, il s'engage dans la Légion en février 1926. Il est affecté au 1er régiment étranger de cavalerie, un régiment motorisé. Malgré de nombreux actes d'indiscipline, qui lui vaudront deux années de service supplémentaires, Christmann semble bien intégré dans la Légion étrangère, qui compte à cette époque près de 50 % de soldats allemands. Ayant appris à tirer, mais aussi à monter à cheval, il sert en Afrique du Nord, notamment dans l'Anti-Atlas, jusqu'en décembre 1932. Sa connaissance du pays lui sera plus tard utile.

### Engagement politique
Rentré en France à Villeurbanne, Richard Christmann devient technico-commercial pour une fabrique lyonnaise. En 1932, il va à Osnabrück, rendre une dernière visite à son père, qui meurt peu après. Christmann se marie en 1933, à Paris, avec une enseignante en mathématiques. En 1936, il adhère au Parti franciste de Marcel Bucard. Son engagement politique lui vaut d'être expulsé vers l'Allemagne en 1937, où il est recruté par l'Abwehr, par l'intermédiaire de sa sœur Hilde, membre du NSDAP depuis 1929. Il adhère au parti nazi à cette époque. En mars 1939, l'Abwehr imagine un plan pour permettre à Christmann, pseudo déserteur de l' Infanterie-Regiment 83, de contacter les services secrets français, après une évasion simulée aux Pays-Bas. La ruse fonctionnera parfaitement, permettant à Christmann d'infiltrer les services secrets français.

### Au service de l'Abwehr
Durant la Seconde Guerre mondiale, Christmann travaille toujours en France, pour l'Abwehr, le contre-espionnage allemand, comme agent de renseignement, en zone occupée et en zone libre. Sa connaissance parfaite du français et sa naissance en Moselle feront de lui un parfait agent double. Il devient ainsi l'un des meilleurs agents allemands dans le Paris occupé, connu sous les pseudonymes « Richard » et « Markus ». Il reçoit dans ses attributions les affaires musulmanes, tissant dès cette époque des liens avec les indépendantistes nord-africains,. Ces liens avec les indépendantistes tunisiens et algériens lui permettront d'obtenir des renseignements. Il sera notamment en contact avec Mohamed Seghir Nekkache, Mohamed el-Maadi ou Mohammedi Said.

### Au service duBundesnachrichtendienst
Comme beaucoup d'anciens agents du Troisième Reich, Richard Christmann est recruté après guerre par l'organisation Gehlen, et travaille avec Hermann Josef Giskes. En 1954, il travaille pour cette organisation en Sarre, alors sous protectorat français. Le Bundesnachrichtendienst, service de renseignements du gouvernement fédéral allemand, qui travaille parfois avec la CIA, contre les services secrets français et britanniques, comme ce fut le cas au moment de la crise du canal de Suez, compte à cette époque beaucoup d'anciens nazis dans ses rangs. De 1956 à 1961, Richard Christmann, alias « Salah », travaille avec Hans Merz pour le Bundesnachrichtendienst à Tunis, où il soutient en sous-main le FNL et l'indépendance de l'Algérie, notamment en facilitant la livraison d'armes.

### Retour à l'anonymat
Ni SS-Führer français, ni traître nazi, l'agent de renseignement Richard Christmann se considérait comme un simple agent de l'Abwehr, au sens où Canaris l'entendait, toujours prêt à contrecarrer les services secrets britanniques et français. Richard Christmann décéda, dans l'anonymat, en 1989.

## Controverse
En 1959, Richard Christmann aurait eu connaissance d'un projet d'attentat du FLN algérien sur le sol français, ciblant le barrage de Malpasset. Christmann aurait prévenu sa hiérarchie, qui n'aurait pas informé les services secrets français. Cette thèse est jugée improbable par de nombreux spécialistes de cette époque.

## Sources
- Matthias Ritzi; Erich Schmidt-Eenboom: Im Schatten des Dritten Reichs. Der BND und sein Agent Richard Christmann, Christoph Links Verlag, Berlin, 2011. (en ligne).
- Frankfurter Allgemeine Zeitung, 14 novembre 2011, no 265 (p. 8).